# Horn-Sauerklee
Der Horn-Sauerklee (Oxalis corniculata), auch Gehörnter Sauerklee oder Hornfrüchtiger Sauerklee genannt, ist eine Pflanzenart aus der Gattung Sauerklee (Oxalis) innerhalb der Familie der Sauerkleegewächse (Oxalidaceae).

## Beschreibung

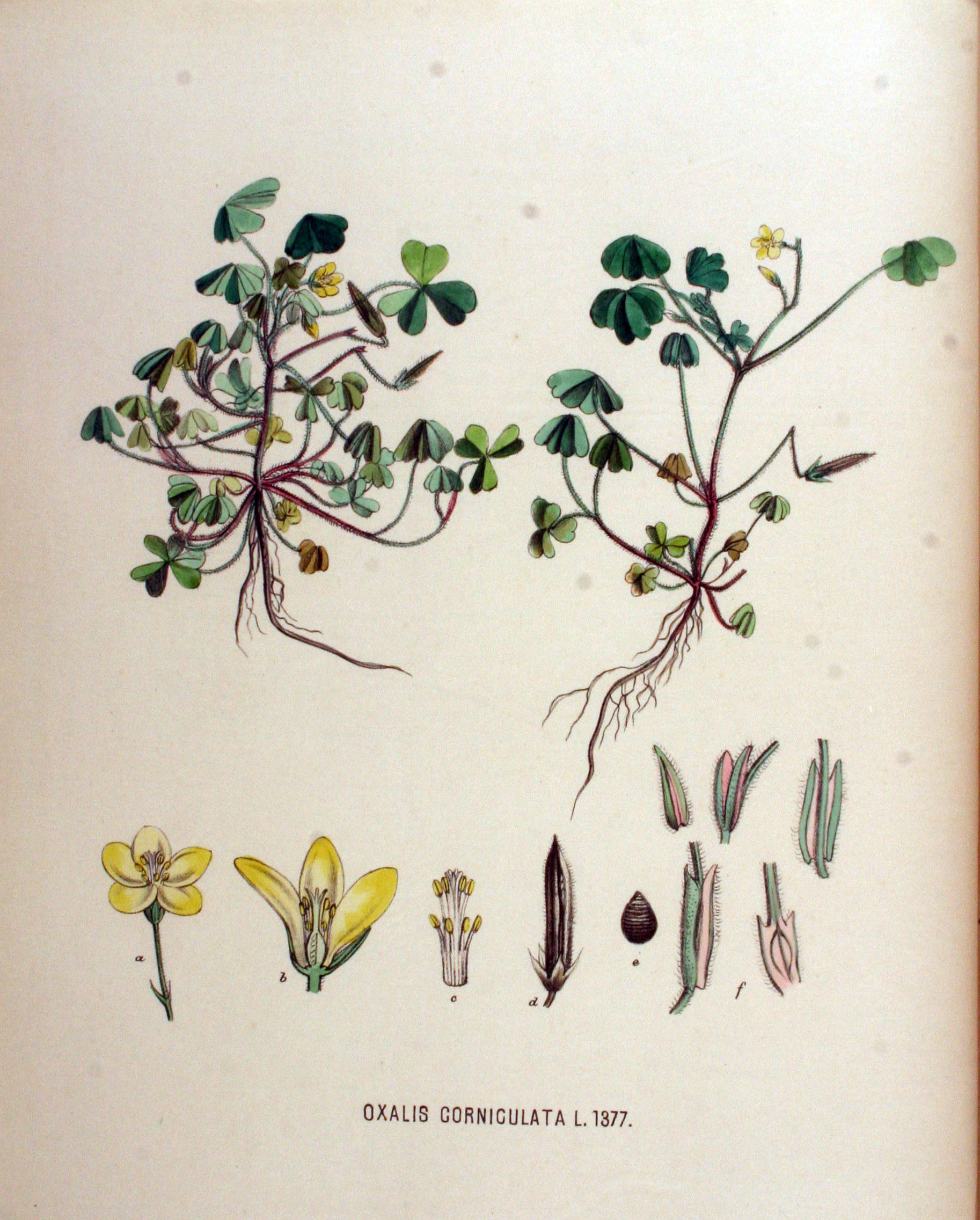
Illustration aus Flora Batava ..., Volume 18

### Vegetative Merkmale
Der Horn-Sauerklee ist eine einjährige bis mehrjährige krautige Pflanze, die Wuchshöhen von selten über 20 Zentimetern erreicht. Der kurze Hauptspross bildet kriechende Seitensprosse, die 10 bis 40 Zentimeter lang sind und sich an den Knoten oft bewurzeln.
Die fast immer wechselständig angeordneten Laubblätter sind in Blattstiel und -spreite gegliedert. Die dreiteilig gefingerte Blattspreite ist oft rötlich-braun gefärbt. Die ungestielten Blättchen sind verkehrt-herzförmig und können an einem basalen Gelenk heruntergeklappt werden. Die 1,5 bis 2 mm langen Nebenblätter sind sehr klein und mit dem Blattstiel weit verwachsen.

### Generative Merkmale
Die Blütezeit reicht von Mai bis Oktober. Auf einem dünnen, 1 bis 8 Zentimeter langen Blütenstandsschaft befinden sich in einem doldigen Blütenstand mit zwei bis vielen 2 bis 4 mm langen Hochblättern wenige Blüten.
Die zwittrige Blüte ist radiärsymmetrisch und fünfzählig mit doppelter Blütenhülle. Die fünf behaarten, grünlichen Kelchblätter sind 2 bis 5 mm lang. Die fünf gelben Kronblätter sind 4 bis 10 Millimeter lang. Es sind zwei Kreise mit je fünf Staubblättern vorhanden. Von den glatten Staubfäden sind die längsten so lang wie die Kelchblätter. Fünf Fruchtblätter sind zu einem oberständigen Fruchtknoten verwachsen. Der behaarte Griffel ist etwa 5 Millimeter lang.
Die meist 9 bis 17 (4 bis 25) Millimeter lange, dicht behaarte Kapselfrucht enthält in jedem Fach einen bis viele (meist 5 bis 14) Samen. Die sechs braunen Querrippen der bei einer Länge von etwa 1,3 Millimetern sowie einem Durchmesser von etwa 0,8 Millimetern elliptisch bis eiförmig geformten, flachen, rotbraunen Samen weisen keine, seltener undeutlich graue oder weiße Linien auf.
Die Chromosomenzahl beträgt 2n = 24 oder 48.

## Ökologie
Der Horn-Sauerklee lebt als Therophyt oder Rhizom-Geophyt, dann überwintert er mit einer Pfahlwurzel. Die Pflanzenteile sind zum Lichtschutz oft rot überlaufen. Spaltöffnungen findet man sowohl auf der Ober- als auch auf der Unterseite der Blätter.
Die intensiv goldgelb gefärbten Blüten sind nur bei direktem Sonnenlicht geöffnet. Die Bestäubung erfolgt u. a. durch Bienen.
Die Diasporen werden relativ oft durch Ameisen auf Bäume verschleppt, beispielsweise im Mittelmeerraum auf Palmen.

## Vorkommen
Der Horn-Sauerklee stammt ursprünglich aus dem Mittelmeerraum. Er ist in Mitteleuropa ein Neophyt oder ein Archäophyt. Er ist fast weltweit verbreitet. Er ist frostempfindlich und fehlt deshalb meist in den Mittelgebirgen. Er ist in Mitteleuropa eine Charakterart der Ordnung Plantaginetalia, kommt aber auch in Pflanzengesellschaften der Ordnung Polygono-Chenopodietalia vor. Er steigt in der Schweiz bis in Höhenlagen über 720 Metern auf.
Die ökologischen Zeigerwerte nach Landolt et al. 2010 sind in der Schweiz: Feuchtezahl F = 2 (mäßig trocken), Lichtzahl L = 4 (hell), Reaktionszahl R = 3 (schwach sauer bis neutral), Temperaturzahl T = 4+ (warm-kollin), Nährstoffzahl N = 4 (nährstoffreich), Kontinentalitätszahl K = 3 (subozeanisch bis subkontinental).
Diese wärmeliebende, trockenheitsresistente Art hat sich in Gärten und Pflasterfugen stark ausgebreitet; man findet sie aber auch in Blumentöpfen oder zwischen Steinplatten.

## Systematik und botanische Geschichte
Die erste Erwähnung dieser Art findet sich 1576 bei Charles de l’Écluse, der sie für Sevilla und Montpellier angibt.
Die Erstveröffentlichung von Oxalis corniculata erfolgte 1753 durch Carl von Linné in Species Plantarum, Tomus I, S. 435. Von Oxalis corniculata L. gibt es eine Reihe von Synonymen: Acetosella corniculata (L.) Kuntze, Oxalis corniculata f. erecta Makino, Oxalis corniculata subsp. repens (Thunb.) Masamune, Oxalis corniculata var. repens (Thunb.) Zucc., Oxalis corniculata subsp. subglabra (Kuntze) Masamune, Oxalis corniculata var. taiwanensis Masamune, Oxalis minima Steudel, Oxalis procumbens Steudel, Oxalis repens Thunb., Oxalis repens var. erecta (Makino) Masamune, Oxalis repens f. speciosa Masamune, Oxalis taiwanensis (Masamune) Masamune, Xanthoxalis corniculata (L.) Small, Xanthoxalis corniculata var. repens (Thunb.) Nakai, Xanthoxalis repens (Thunb.) Moldenke. Diese Aufstellung zeigt auch, dass die Varietät nicht allgemein anerkannt ist.
Von der Art Oxalis corniculata gibt es bei manchen Autoren zwei Varietäten:
- Oxalis corniculata L. var. corniculata
- Oxalis corniculata var. repens (Thunb.) Zucc.: Die gelegentlich auch als eigenständige Art Oxalis repens Thunb.  abgegrenzte Varietät hat nur ein bis zwei Blüten pro Blütenstand, eine 10 bis 16 Millimeter lange Kapselfrucht und 6 bis 12 Millimeter lange Teilblätter.

## Verwendung
Besonders die optisch attraktive Varietät Oxalis corniculata var. atropurpurea mit ihren rötlichen Blättern und leuchtend gelben Blüten wird für die Gartenkultur eingesetzt, wie zum Beispiel für Teppichbeete, Bepflanzungen von Felsgruppen oder zur Verzierung von Kübelpflanzen. In Vilmorin’s Blumengärtnerei (1896) werden die Vorzüge, aber auch Nachteile der Oxalis corniculata wie folgt beschrieben:

„Die purpurne Sorte ist eine ganz vortreffliche, zur Ausschmückung dürrer Bodenflächen, Steingruppen, Grotten, Ruinen, alten Gemäuers fast unentbehrliche Pflanze, die selbst in den Bodenfugen gepflasterter Wege, auf Kieswegen usw. sich ansiedelt und im Garten zum lästigen Unkraut werden kann. Die Pflege beschränkt sich auf das Im-Zaume-Halten.“

Sie wurde als „Notmelder“ verwendet, da sie sofort welkt, wenn der Boden zu trocken ist.

## Bilder

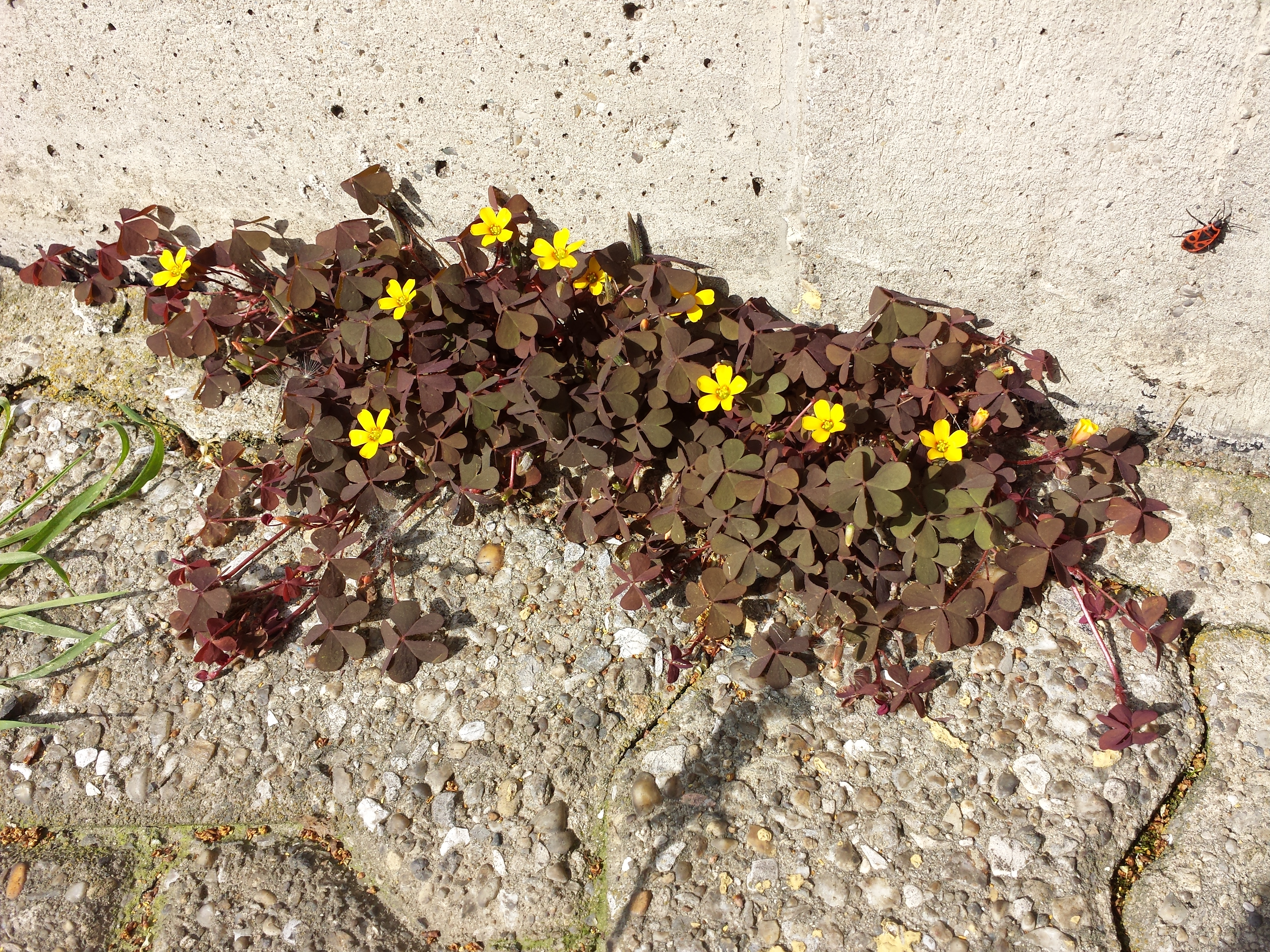
Habitus mit typischer purpurbrauner Färbung
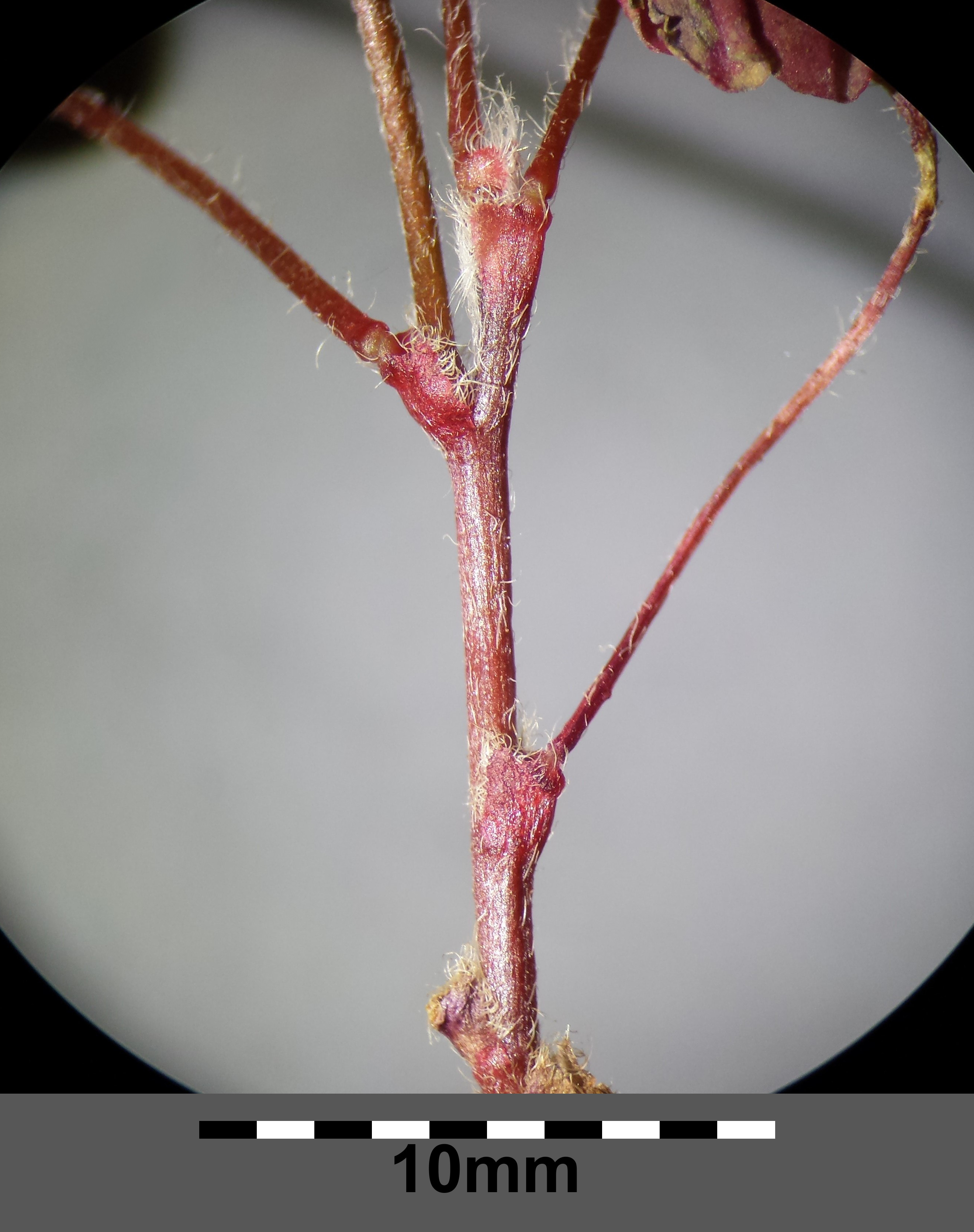
Stängel mit Laubblattstielen und zipfelförmigen Nebenblättern
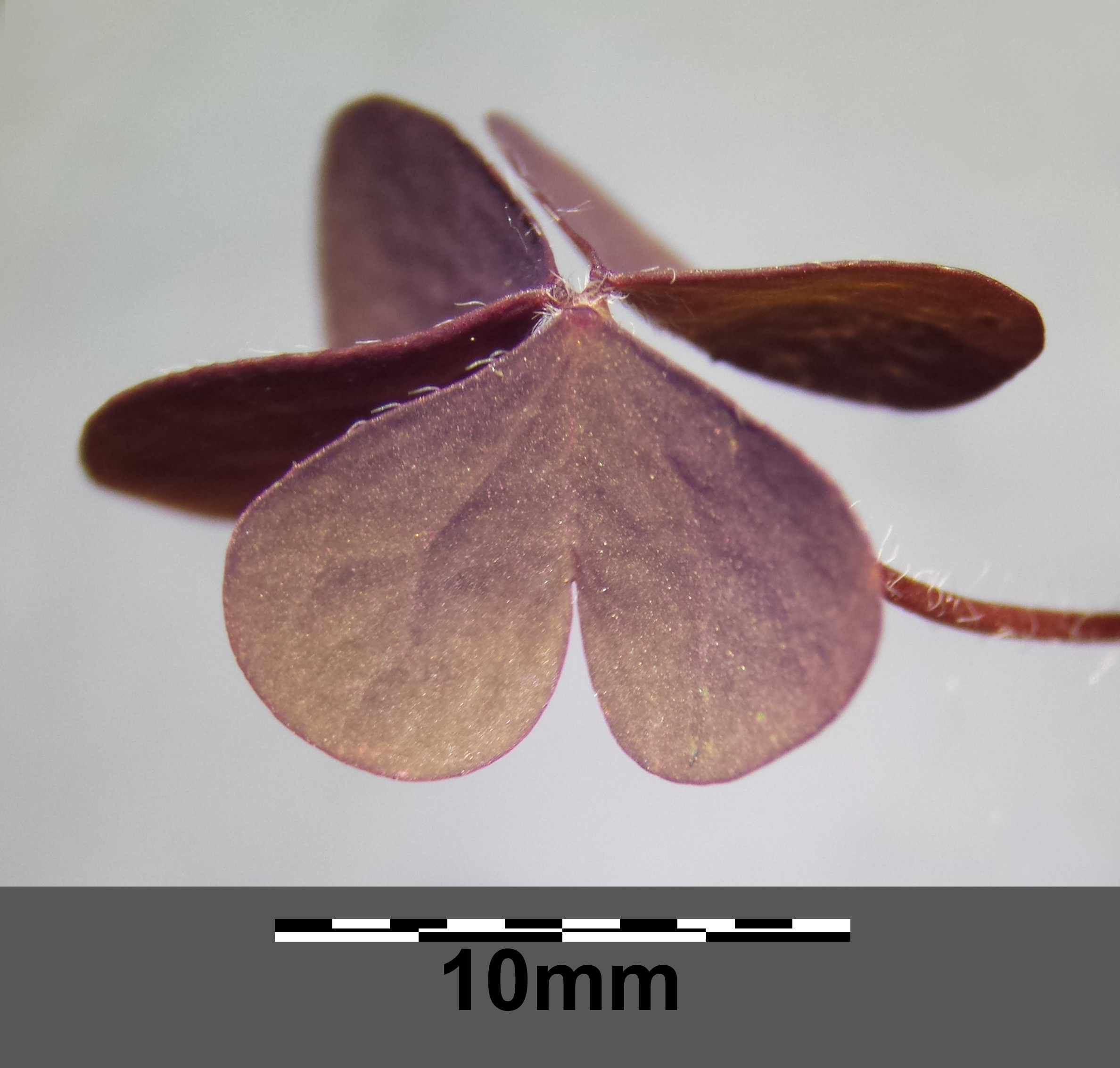
Laubblatt
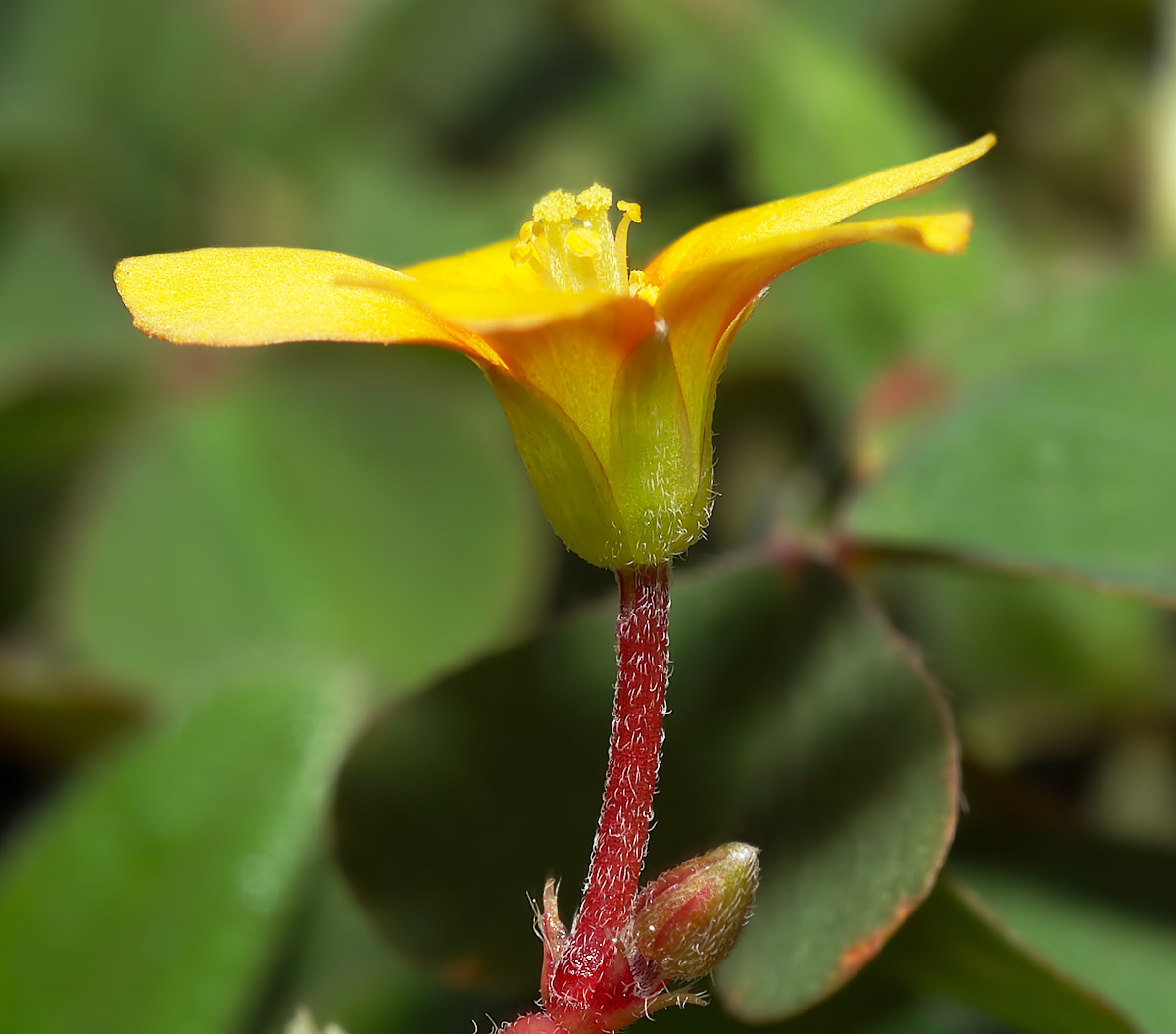
Blüte von der Seite
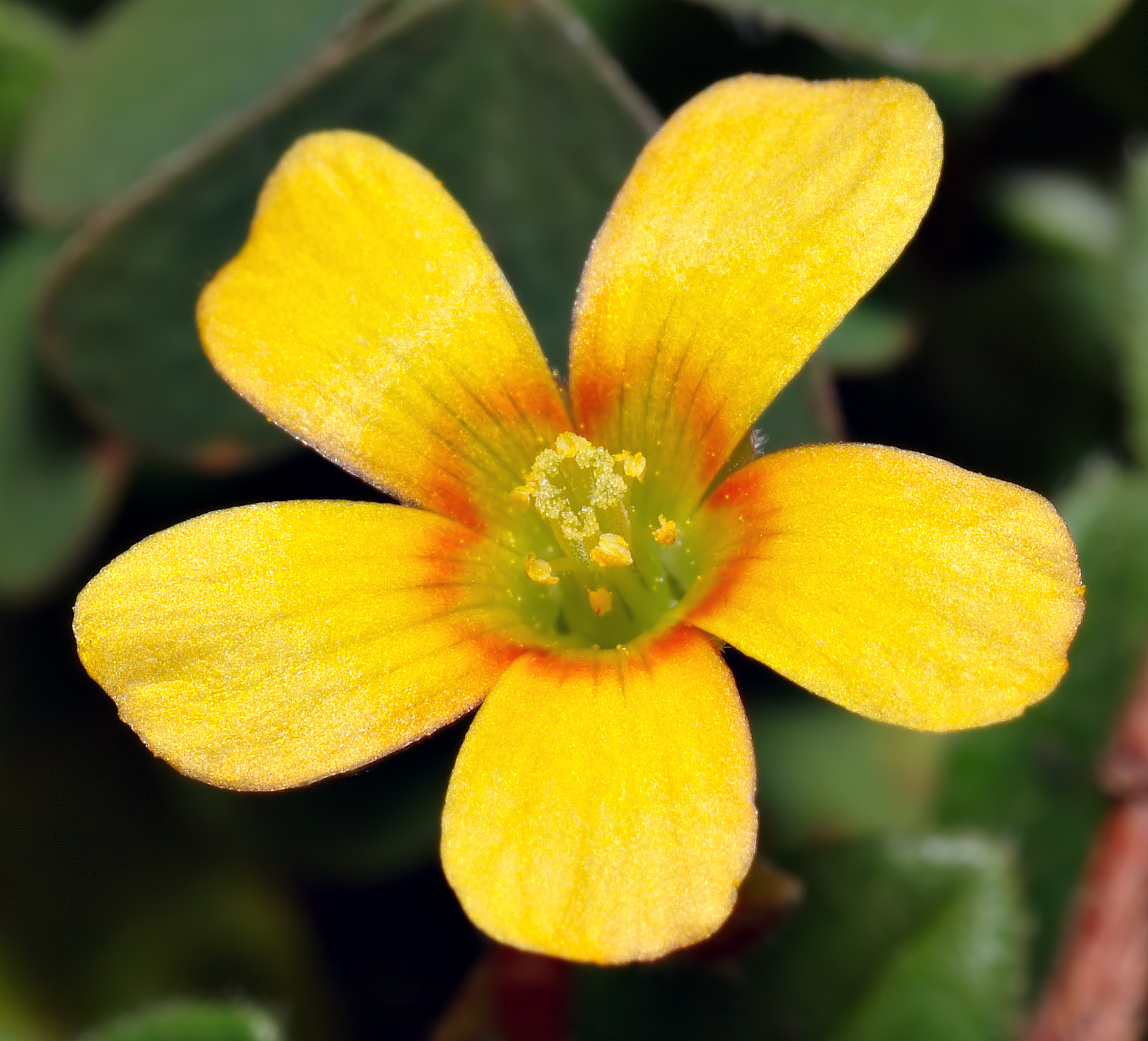
Blüte von oben
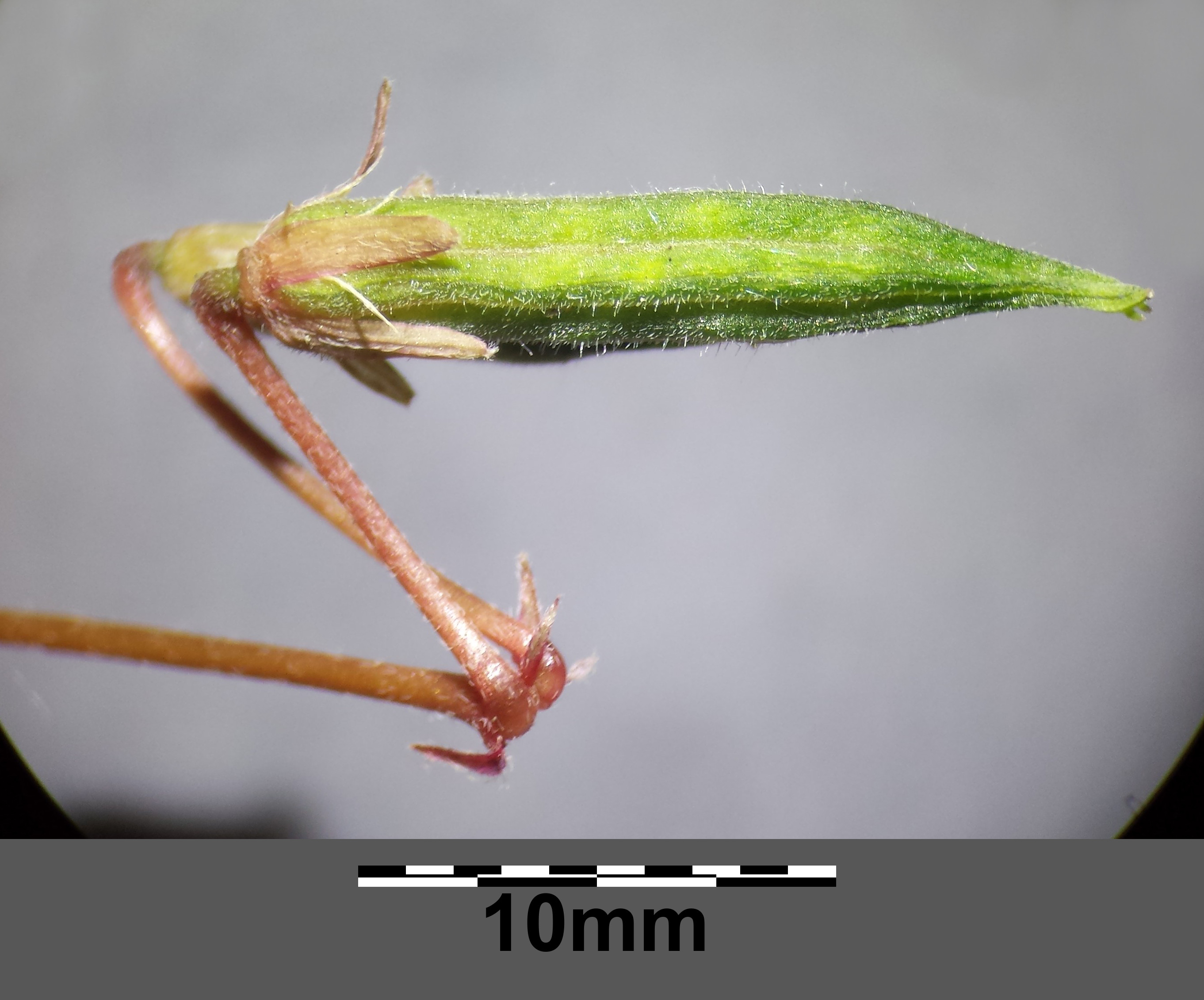
Früchte mit zurückgeschlagenen Stielen und längeren abstehenden und kurzen abwärtsgerichteten Haaren
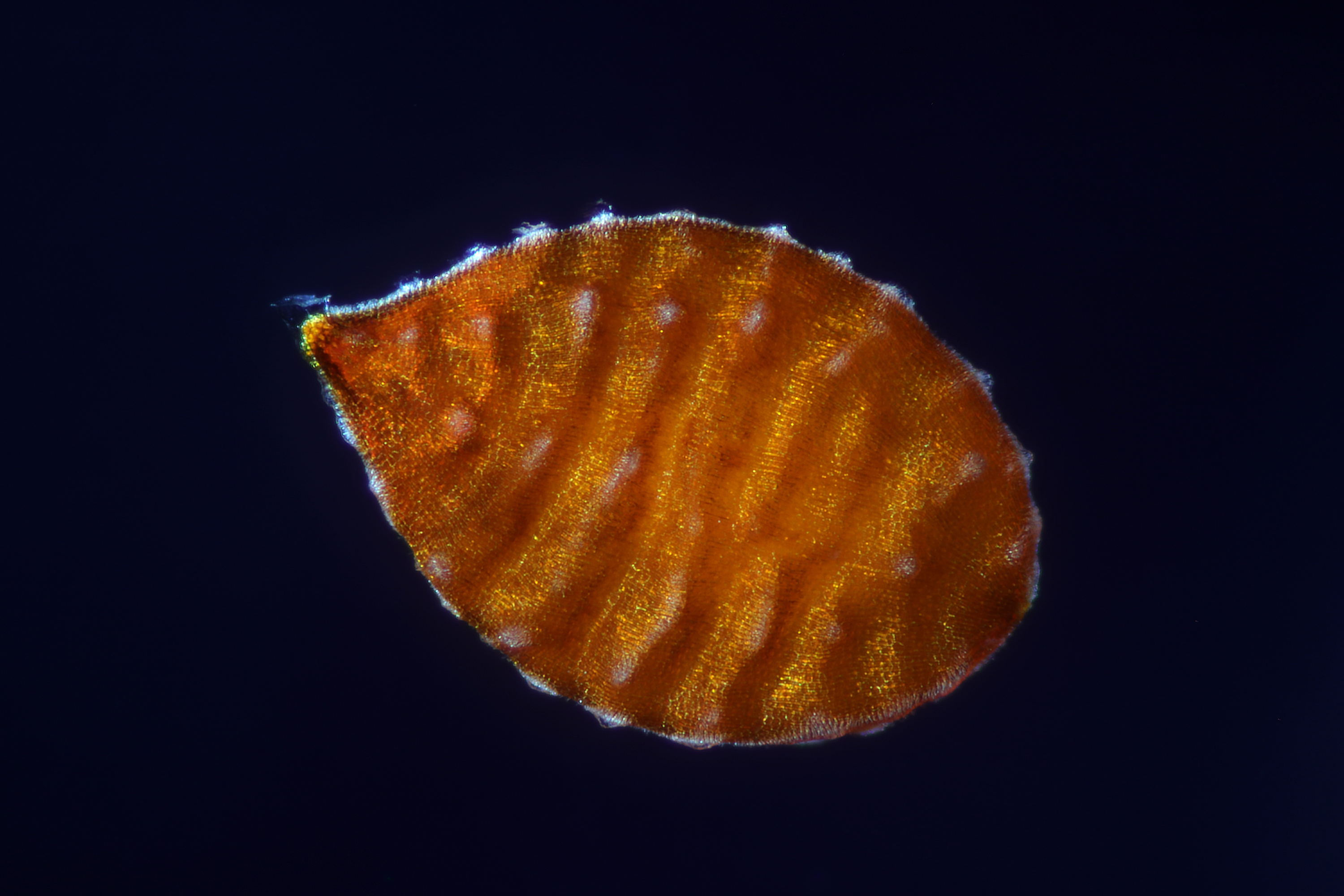
Samenkorn